# Пушкино (Прокопьевский район)
Пушкино — посёлок в Прокопьевском районе Кемеровской области. Входит в состав Бурлаковского сельского поселения.

## География
Центральная часть населённого пункта расположена на высоте 289 метров над уровнем моря.

## Население
По данным Всероссийской переписи населения 2010 года, в посёлке Пушкино проживает 143 человека (80 мужчин, 63 женщины).